# Come Follow, Follow Me
Come Follow, Follow Me ist ein Lied aus dem Film Wenn die Deiche brechen (1972). Geschrieben wurde es von dem Ehepaar Fred (Musik) und Marsha Karlin (Text).

## Hintergrund

### Inhalt und Verwendung im Film
Der Inhalt von Come Follow, Follow Me ist die Aufforderung an Kinder, dem Sänger zu folgen. Ferne Trommeln als Signal für eine Segelfahrt aufs Meer, die bei jedem Wetter ein Abenteuer ist, ein goldenes Horn zu einer Reise zu fernen Ufern, bei denen es viel zu lernen gibt, und silberne Glocken, die jenseits der Sterne zu einem Land führen, in dem Liebe und Frieden in Harmonie zusammenarbeiten. Die jeweiligen Signale werden dabei spielerisch imitiert.
Im Film wird das Lied kurz vor dem Ende von einem Kinderchor gesungen. Die Melodie ist während des Films immer wieder zu hören.

### Veröffentlichung
In den Credits zum Lied trat die Texterin unter ihrem bürgerlichen Namen Marsha Karlin auf. Zwei Jahre zuvor war es noch ihr Künstlernamen Tylwyth Kymry, der deswegen auch auf einigen Seiten zu diesem Lied genannt wird. Das Lied wurde 1972 auf einer Single als Teil des Soundtracks veröffentlicht. Beide Seiten dieser Single waren identisch. Ein Soundtrack zu Wenn die Deiche brechen wurde anscheinend nicht veröffentlicht.

## Rezeption

### Coverversionen und Chartpositionen
Come Follow, Follow Me wurde äußerst selten gecovert. 1973 veröffentlichte die Gruppe Springfield Revival das Lied als Single und auf ihrer LP Springfield Revival. 1997 erschien das Lied auf einer CD mit dem Titel Great Film Themes from the 70’s von The Fred Karlin Group.
Eine Chartplatzierung dieses Liedes konnte für keine Version gefunden werden.

### Auszeichnungen
Come Follow, Follow Me war bei der Oscarverleihung 1973 in der Kategorie Bester Song nominiert, unterlag dort aber gegen The Morning After aus Die Höllenfahrt der Poseidon. Bei der Zeremonie wurde das Lied von Springfield Revival vorgestellt.